# Kirkman (Iowa)
Kirkman è un comune degli Stati Uniti d'America, situato nello Stato dell'Iowa, nella contea di Shelby.